# Municipio de Ripley (Illinois)
El municipio de Ripley (en inglés: Ripley Township) es un municipio ubicado en el condado de Brown en el estado estadounidense de Illinois. En el año 2010 tenía una población de 102 habitantes y una densidad poblacional de 6,52 personas por km².

## Geografía
El municipio de Ripley se encuentra ubicado en las coordenadas 40°1′57″N 90°39′25″O / 40.03250, -90.65694. Según la Oficina del Censo de los Estados Unidos, el municipio tiene una superficie total de 15.64 km², de la cual 15,64 km² corresponden a tierra firme y (0 %) 0 km² es agua.

## Demografía
Según el censo de 2010, había 102 personas residiendo en el municipio de Ripley. La densidad de población era de 6,52 hab./km². De los 102 habitantes, el municipio de Ripley estaba compuesto por el 93,14 % blancos, el 0,98 % eran isleños del Pacífico y el 5,88 % eran de una mezcla de razas. Del total de la población el 0,98 % eran hispanos o latinos de cualquier raza.